# Madonna col Bambino tra i santi Elisabetta e Giovanni Battista
La Madonna col Bambino tra i santi Elisabetta e Giovanni Battista è un dipinto a olio su tavola (61x48 cm) di Correggio, databile al 1510 circa e conservato nel Philadelphia Museum of Art.

## Descrizione e stile
Questo piccolo dipinto, che versa in un cattivo stato di conservazione, rappresenta probabilmente la prima prova del Correggio su un tema più volte reiterato: l'incontro fra il Bambino e il san Giovannino.
Il soggetto proviene dai Vangeli apocrifi ed ebbe un'enorme fortuna figurativa nell'arte italiana fra Quattro e Cinquecento. Prevedeva una composizione semplice, articolata su poche comparse che si confaceva a un artista giovane, all'inizio della sua attività. Peraltro il soggetto era evidentemente molto richiesto dalla committenza allo scopo di assolvere alle esigenze di una devozione privata. A ciò si deve ricondurre la scelta del formato ridotto in questa come nelle successive cinque o sei versioni del tema che ci ha lasciato il Correggio.
E in questo contesto va letta la scelta di ripetere moduli compositivi e stilistici da un dipinto a un altro giocando su un limitato numero di variazioni.
Fra queste le più significative riguardano il rapporto fisico fra la Vergine e il Bambino. Un dettaglio che chiaramente interessò il Correggio fin dall'inizio. Si noti il gesto affettuoso della Vergine che offre la sua mano destra a sorreggere il piede del Cristo. Lo sguardo rivolto verso il basso a lasciar vedere le palpebre rappresenta una cifra stilistica delle figure femminili del Correggio (si pensi alla Madonna della Scala), un motivo forse preso in prestito da Leonardo. Ancora da Leonardo, in particolare da un suo famoso dipinto la Madonna dei fusi, potrebbe derivare la posa del Bambino a riprova dell'interesse nutrito dal giovane Correggio verso le soluzioni proposte dal maestro toscano. È invece di marca mantegnesca la figura della sant'Elisabetta sdentata, così come ricordano il modo di cesellare le forme del pittore padovano le foglie intrecciate che costituiscono lo sfondo sinistro del quadro, a incorniciare, come in una raffinata decorazione di oreficeria, la figura assorta della Vergine.